# 达伦 (德国)
达伦（德語：Dahlen，發音：[ˈdaːlən]）是德国萨克森州北萨克森县的城市，面积71.87平方千米，2023年12月31日人口为4,201人。